# 中渚滑駅

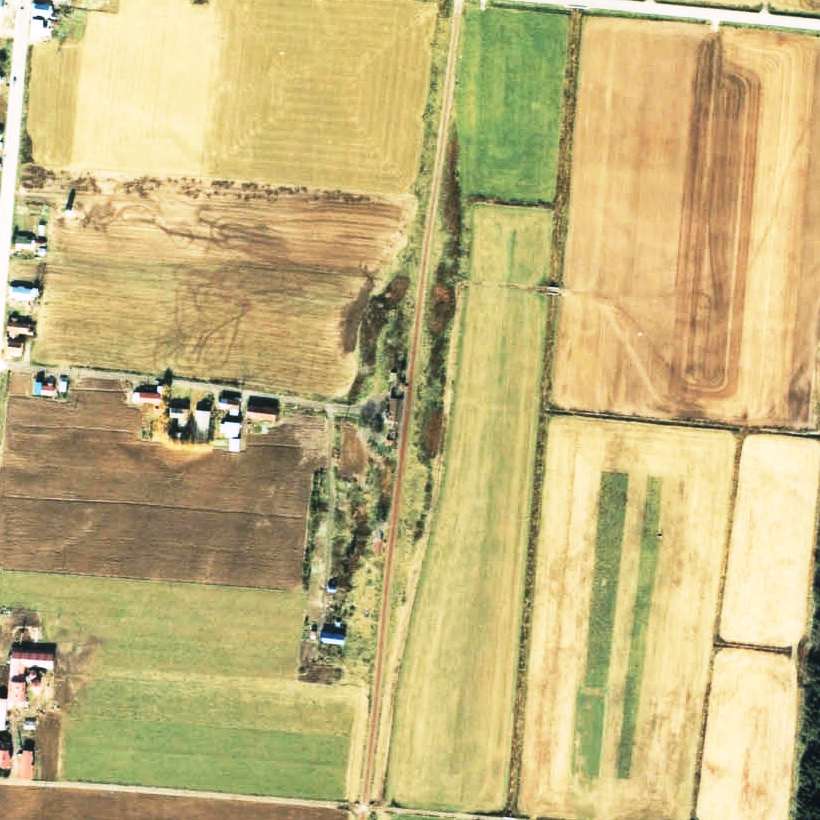
1978年の中渚滑駅と周囲約500m範囲。下が北見滝ノ上方面。無人化直前の姿。かつては駅前の通りに民家が立ち並んでいた。

中渚滑駅（なかしょこつえき）は、かつて北海道紋別市上渚滑町中渚滑に設置されていた、日本国有鉄道（国鉄）渚滑線の駅（廃駅）である。電報略号はナツ。事務管理コードは▲122302。

## 歴史
- 1923年（大正12年）11月5日 - 鉄道省渚滑線の渚滑駅 - 北見滝ノ上駅間開通に伴い、開業[1]。一般駅[1]。
- 1949年（昭和24年）6月1日 - 公共企業体である日本国有鉄道に移管。
- 1962年（昭和37年）
  - 2月1日 - 貨物の取り扱いを廃止[1]。
  - 4月1日 - 業務委託化。
- 1978年（昭和53年）12月1日 - 荷物の取り扱いを廃止[1][3]。同時に無人化[4]（簡易委託化）。
- 1985年（昭和60年）4月1日 - 渚滑線の全線廃止に伴い、廃駅となる[1]。

### 駅名の由来
渚滑川の中流域に位置するため「中」を冠している。

## 駅構造
廃止時点で、単式ホーム1面1線を有する地上駅であった。ホームは、線路の東側（北見滝ノ上方面に向かって左手側）に存在した。
無人駅（簡易委託駅）となっており、有人駅時代の駅舎は改築され、下渚滑駅と全く同じ形状の駅舎となっていた。駅舎は構内の東側に位置し、ホームに接していた。

## 利用状況
乗車人員の推移は以下のとおり。年間の値のみ判明している年については、当該年度の日数で除した値を括弧書きで1日平均欄に示す。乗降人員のみが判明している場合は、1/2した値を括弧書きで記した。
| 年度               | 乗車人員 | 乗車人員 | 出典  | 備考 |
| 年度               | 年間     | 1日平均  | 出典  | 備考 |
| ------------------ | -------- | -------- | ----- | ---- |
| 1978年（昭和53年） |          | 140      | [ 8 ] |      |

## 駅周辺
- 北海道道713号中渚滑紋別停車場線
- 国道273号（渚滑国道）
- 渚滑川
- 北紋バス「中渚滑」停留所（渚滑線代替、旭川・札幌方面）

## 駅跡
1997年（平成9年）11月時点で、駅跡地には鉄道関連施設は何も残っておらず、民家裏の空き地と化していた。

## 隣の駅
日本国有鉄道
渚滑線
下渚滑駅 - <十六号線仮乗降場> - 中渚滑駅 - <上東仮乗降場> - 上渚滑駅